# Роман у новелах
Рома́н у нове́лах — один із різновидів роману, який використовує новелу як основну композиційну одиницю. Ця форма зародилася в європейській літературі («крутійській» роман). Вирізняються кілька способів побудови роману в новелах — ланцюговий, паралельний та інші.
В українській літературі цей жанр започаткував Юрій Яновський романом «Вершники».

Українськими письменниками, які творили у цьому жанрі, були також А. Любченко («Вертеп»),  Олесь Гончар («Тронка»).